# جيسي فان بيزواجين
جيسي فان بيزواجين (بالهولندية: Jesse van Bezooijen)‏ (28 أبريل 1994 في هولندا - ) هو لاعب كرة قدم هولندي في مركز الدفاع. لعب مع ناك بريدا.

## روابط خارجية
- جيسي فان بيزواجين على موقع قاعدة بيانات كرة القدم.إي يو (الإنجليزية)
- جيسي فان بيزواجين على موقع Soccerway.com (الإنجليزية)